# Liste des métropoles de Rhode Island
Cet article donne une Liste des métropoles de Rhode Island aux États-Unis.
Une région (ou aire) métropolitaine aux États-Unis se définit par une approche fonctionnelle et non comme en Europe par une approche historique. Elle consiste en un noyau de comtés urbanisés auquel sont rattachés d'autres comtés contigus sur des critères basés sur le degré d'intégration économique et social (la région métropolitaine prend le nom de la ou des villes les plus importantes incluses dans ce noyau).
| Rang | Métropole                         | Population recensement 2010 | Aires concernées |
| ---- | --------------------------------- | --------------------------- | --- |
| 1    | Aire métropolitaine de Providence | 1 600 852                   | dans le Rhode Island : tout le territoire de l'État, soit les comtés de Providence, de Kent, de Washington, de Newport, et de Bristol dans le Massachusetts : le comté de Bristol |

## Autres regroupements
- L'Aire métropolitaine de Providence fait partie de la mégapole du Grand Boston : 7 559 060 habitants
- BosWash : Mégalopole de la Côte-Est allant de Boston à Washington : 52 332 123 habitants